# Polichno (województwo wielkopolskie)
Polichno – wieś w Polsce położona w województwie wielkopolskim, w powiecie tureckim, w gminie Władysławów.
W latach 1975–1998 miejscowość położona była w województwie konińskim.